# Port-Brillet
Port-Brillet é uma comuna francesa na região administrativa da Pays de la Loire, no departamento de Mayenne. Estende-se por uma área de 8,1 km². Em 2010 a comuna tinha 1 825 habitantes (densidade: 225,3 hab./km²).